# Hemihyalea hidalgonis
Hemihyalea hidalgonis là một loài bướm đêm thuộc phân họ Arctiinae, họ Erebidae.